# Привилегија
Привилегија (лат.  — „властити закон”, од privus — „властити” и lex — „закон”) је изворно закон о повластици која се односи само на поједину личност (код Римљана); искључиво право; предност, првенство, преимућство; природан дар; кум привилегио (cum privilegio ) са допуштењем, са дозволом, са повлашћењем.

## Етимологија
У раном Римском царству „Privus lex“, властити или лични закон, од које настаје ријеч привилегија првобитно и превасходно показује значај личности која даје привилегију. Привилеговани је тек на другом мјесту. То је зато што систем привилегија има свој коријен у патримонијалном схватању апсолутне власти. Повлашћени положај појединаца, каста, сталежа заснован је на привилегијама које даје владар и високи црквени и свјетовни поглавар. Некада, и сами отуђени моћници, себи дају одређене привилегије. У програмима готово свих свјетских револуција била је радикална борба против привилегија схватаних као најдиректнији трајни акт против једнакости и сваке демократичности.
Данашњи смисао ријечи привилегија не подразумијева њено обавезно постојање у формалном смислу, тј. да се она остварује као друштвена норма под пријетњом санкције. Под овим појмом подразумијева се свака повлашћеност у односу на уобичајен ред ствари и вриједности (повлашћен ученик, повлашћена идеја, повлашћени новинари...).
Постоје и привилегије које се широко примјењују као средства позитивне дискриминације којима се штите друштвене мањине (расне, етичке, вјерске, сексуалне и сл.) од стране већине у неком друштву од злостављања и занемаривања.

## Привилегије за војне заслуге на Балкану кроз историју
Асеријати су били илирско племе које је "уживало имунитет" у Асерији, античком граду на узвисини над прометним путем. (стр. 23) "Имунитет се у правилу стјецао посебним заслугама за Рим, понајприје у ратним околностима. Разумљиво, не можемо утврдити којом су приликом Асеријати стекли толике заслуге у очима Римљана."
Сережани, погранични војни полицајци на простору Војне Крајине у 18. и 19. вијеки су били ослобођени било каквих радних обвеза и неких других пореза, а ако су се током године посебно истакли, добивали су награде као проценат од заплијењених предмета разбојника и кријумчара.
Срби су за привилегије насељавани као крајишници, граничари дуж аустријско-турске границе у вријеме Османског царства Због губитка неких привилегија многи Срби из Баната, Бачке... су половином 18. века одлазили у Русију, као граничари, па су основали Нову Србију и Славеносрбију.